# Amerikaanse auto in 1962
Dit artikel geeft een overzicht van alle Amerikaanse en Australische personenwagens uit 1962. De auto's staan alfabetisch gerangschikt per merk.

## Noord-Amerika
| Cadillac |                  | concern:                  | General Motors Verenigde Staten |
| Cadillac | divisie:         |                           |                                 |
| Cadillac | merk:            | Cadillac Verenigde Staten |                                 |
| Cadillac | model:           | Sixty Special             |                                 |
| Cadillac | einde productie: | 1965                      |                                 |
| Cadillac | productieaantal: | ?                         |                                 |

| Cadillac |                  | concern:                       | General Motors Verenigde Staten |
| Cadillac | divisie:         |                                |                                 |
| Cadillac | merk:            | Cadillac Verenigde Staten      |                                 |
| Cadillac | model:           | Series 62 coupe (7e generatie) |                                 |
| Cadillac | einde productie: | 1964                           |                                 |
| Cadillac | productieaantal: | ?                              |                                 |

| Chevrolet |                  | concern:                   | General Motors Verenigde Staten |
| Chevrolet | divisie:         |                            |                                 |
| Chevrolet | merk:            | Chevrolet Verenigde Staten |                                 |
| Chevrolet | model:           | C/K                        |                                 |
| Chevrolet | einde productie: | 1966                       |                                 |
| Chevrolet | productieaantal: | ?                          |                                 |

| Dodge |                  | concern:               | Chrysler Verenigde Staten |
| Dodge | divisie:         |                        |                           |
| Dodge | merk:            | Dodge Verenigde Staten |                           |
| Dodge | model:           | 330                    |                           |
| Dodge | einde productie: | 1964                   |                           |
| Dodge | productieaantal: | ?                      |                           |

| Dodge |                  | concern:               | Chrysler Verenigde Staten |
| Dodge | divisie:         |                        |                           |
| Dodge | merk:            | Dodge Verenigde Staten |                           |
| Dodge | model:           | Custom 880             |                           |
| Dodge | einde productie: | 1965                   |                           |
| Dodge | productieaantal: | 101.200                |                           |

| Imperial |                  | concern:                  | Chrysler Verenigde Staten |
| Imperial | divisie:         |                           |                           |
| Imperial | merk:            | Imperial Verenigde Staten |                           |
| Imperial | model:           | Series SY1                |                           |
| Imperial | einde productie: | 1963                      |                           |
| Imperial | productieaantal: | 14.337                    |                           |

| Jeep |                  | concern:                                                                                                   | Willys Motors Verenigde Staten |
| Jeep | divisie:         | |                                |
| Jeep | merk:            | Jeep Verenigde Staten                                                                                      |                                |
| Jeep | model:           | Gladiator tweedeur-pick-up (1e generatie; gebaseerd op de Wagoneer; vanaf 1972 J-series en Pickup genoemd) |                                |
| Jeep | einde productie: | 1987 |                                |
| Jeep | productieaantal: | ? |                                |

| Jeep |                  | concern:                                                                               | Willys Motors Verenigde Staten |
| Jeep | divisie:         |                                                                                        |                                |
| Jeep | merk:            | Jeep Verenigde Staten                                                                  |                                |
| Jeep | model:           | Wagoneer tweedeur- / vierdeur-suv (1e generatie; in 1984 hernoemd naar Grand Wagoneer) |                                |
| Jeep | einde productie: | 21 juni 1991                                                                           |                                |
| Jeep | productieaantal: | ?                                                                                      |                                |

## Latijns-Amerika
| Willys-Overland |                  | concern:                                                        | Willys Motors Verenigde Staten |
| Willys-Overland | divisie:         | Willys-Overland do Brasil Brazilië                              |                                |
| Willys-Overland | merk:            | Willys-Overland Verenigde Staten                                |                                |
| Willys-Overland | model:           | Interlagos coupé / cabriolet (in licentie gebouwde Alpine A108) |                                |
| Willys-Overland | einde productie: | 1967                                                            |                                |
| Willys-Overland | productieaantal: | 1500                                                            |                                |

## Australië
| Holden |                  | concern: | General Motors Verenigde Staten |
| Holden | divisie:         | |                                 |
| Holden | merk:            | Holden Australië |                                 |
| Holden | model:           | Standard (Station) Sedan / Special (Station) Sedan / Premier Sedan (4e generatie; EJ / EH-serie; de Station Sedan is de stationwagenvariant) |                                 |
| Holden | einde productie: | 1965 |                                 |
| Holden | productieaantal: | 411.770 (inclusief de pick-up en bestelwagen die in 1963 verschenen)                                                                         |                                 |

| Wolseley |                  | concern:                                                                           | British Motor Corporation Verenigd Koninkrijk |
| Wolseley | divisie:         |                                                                                    |                                               |
| Wolseley | merk:            | Wolseley Verenigd Koninkrijk                                                       |                                               |
| Wolseley | model:           | 24/80 Mark I (voor en in Australië gebouwd; gebaseerd op de Britse Wolseley 15/60) |                                               |
| Wolseley | einde productie: | 1964                                                                               |                                               |
| Wolseley | productieaantal: | 22.021                                                                             |                                               |